# Johanniskirche (Flensburg-Adelby)

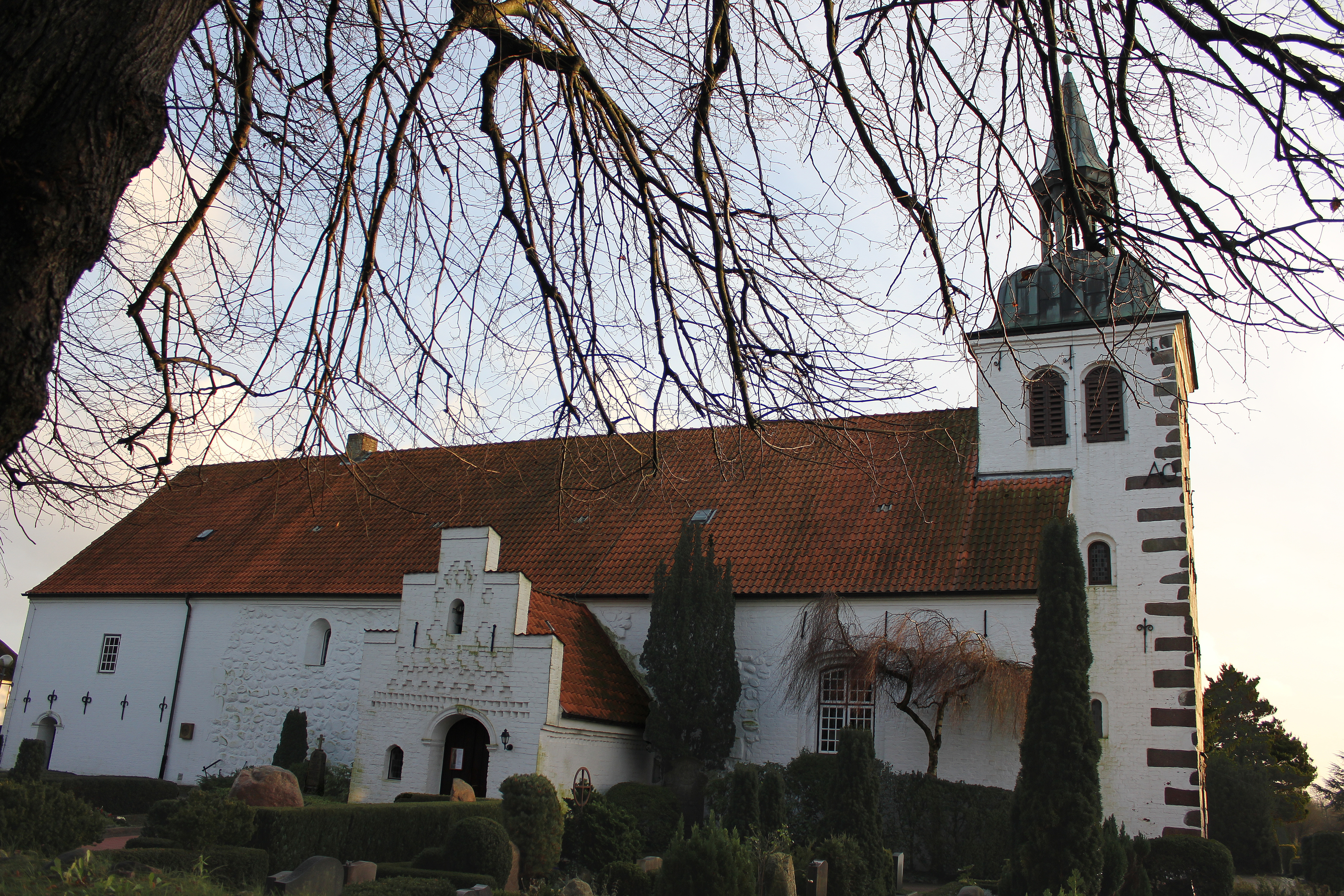
Die St.-Johannis-Kirche in Adelby, die älteste Kirche Flensburgs, Teil der Husbyharde

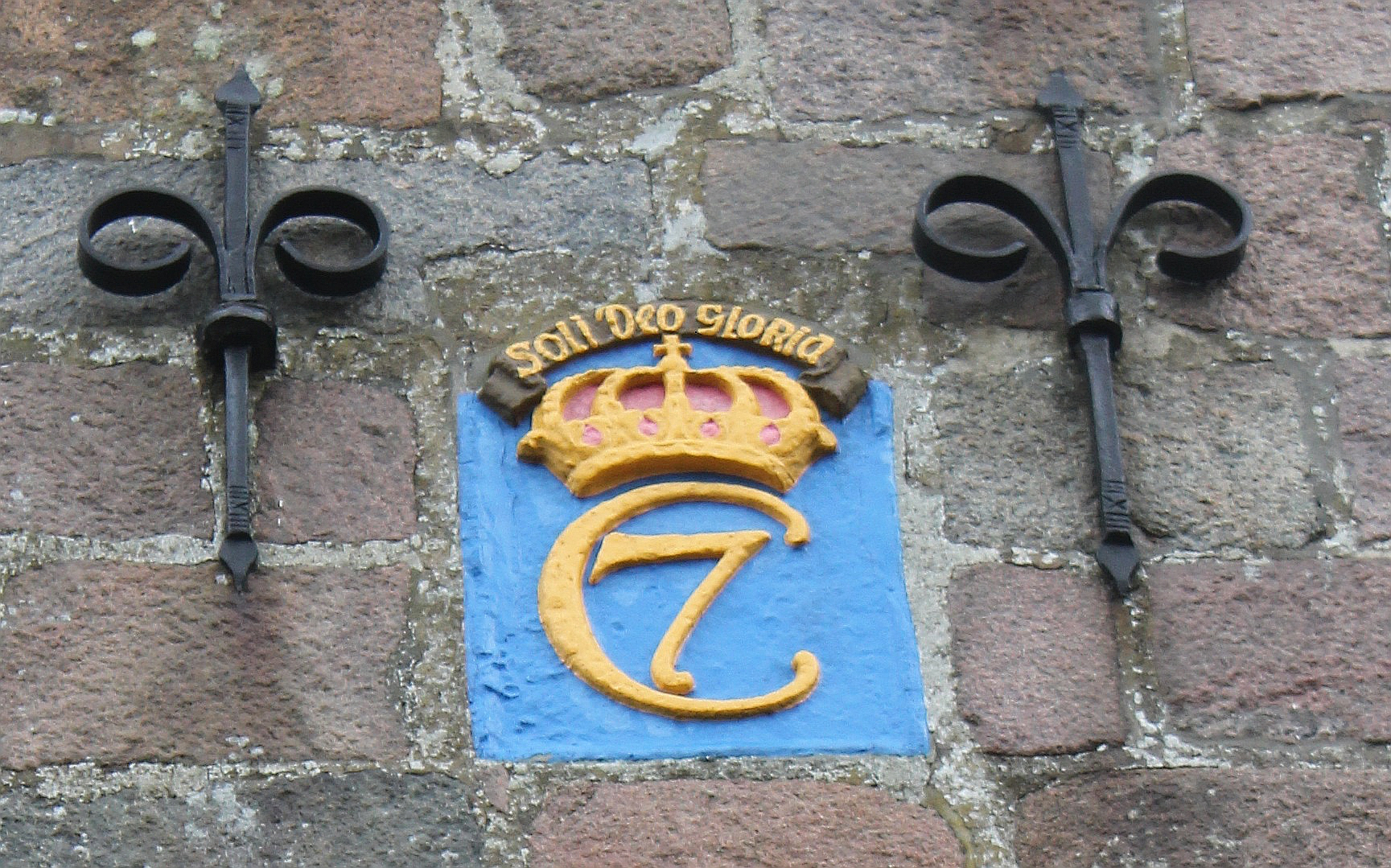
Das Monogramm König Christians VII. mit dem Soli Deo Gloria darüber am Kirchturm

Die Johanniskirche (häufig auch umschrieben als Adelbyer Kirche) ist die älteste Kirche der Stadt Flensburg und liegt im Gebiet Adelby, der wohl eigentlichen Keimzelle Flensburgs. Sie ist nicht zu verwechseln mit der im Stadtkern liegenden Johanniskirche des Johannesviertels.

## Geschichte
Die Dorfkirche wurde vermutlich in der Zeit um 1080 erbaut und nach Fertigstellung dem Apostel Johannes geweiht. Zum Baubeginn bestanden in der weiteren Umgebung bereits Kirchen wie die St. Vincentius-Kirche in Husby, die Laurentiuskirche in Munkbrarup sowie die St.-Marien-Kirche in Sörup. Das zugehörige Dorf, das heute nur noch unter dem Namen Adelby, was eigentlich Altdorf oder Mutterdorf bedeutet, bekannt ist, verschwand wohl schon bald darauf, denn durch Aussiedlungen aus dem Dorf entstanden in der Umgebung Töchterdörfer. Um 1100 entstand zudem aus dem Dorf Adelby die Siedlung Sankt Johannis am Ende der Flensburger Förde, woraus nach und nach das von Adelby unabhängige Flensburg entstand. Die Adelbyer Kirche ist somit älter als die namensgleiche Kirche im Stadtkern Flensburgs. Obwohl sie zu keinem Dorf mehr gehörte, diente sie als Filialkirche den umgebenden Dörfern und Siedlungen, so dass ein weiträumiges Kirchspiel entstand. Dieses Kirchspiel gehörte zur Husbyharde, einer Verwaltungseinheit des Gebietes Angeln.
Der im 20. Jahrhundert wiederholt erweiterte Kirchhof ist heute der einzige Friedhof im Osten Flensburgs, womit die Kirche ihre Bedeutung für Gemeindeglieder von Mürwik, Engelsby und ehemaliger Teile Adelbys behält. Die Kirchenkreise Flensburg, Angeln und Schleswig bildeten 2009 einen neuen Großkirchenkreis.

## Baubeschreibung und Ausstattung

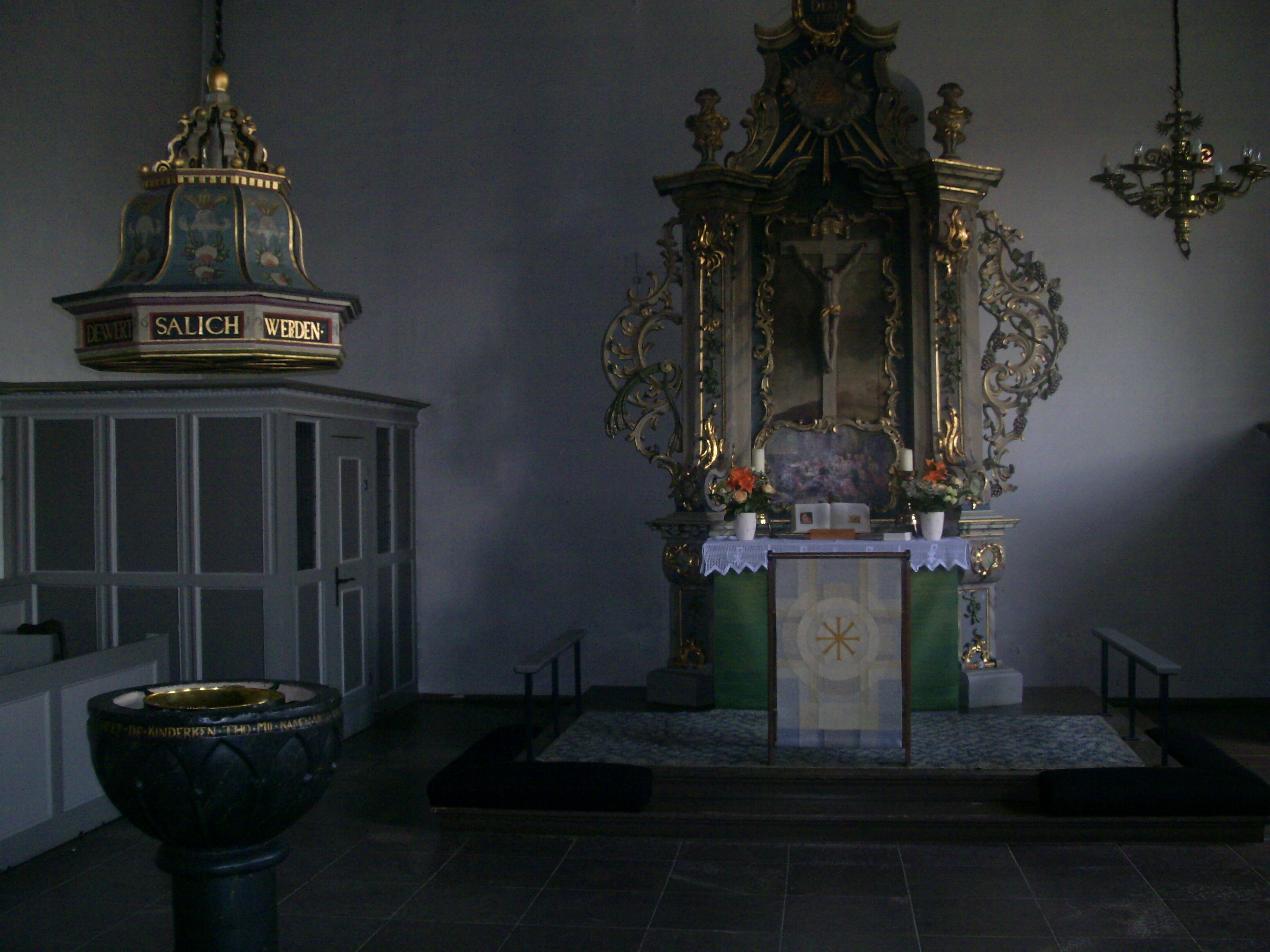
Altar der Johanniskirche

Die weithin sichtbar auf einem Hügel innerhalb des Kirchhofs errichtete romanische Feldsteinkirche ist eine kleine Dorfkirche mit Westturm, dicken, weiß gestrichenen Mauern und dem darauf sitzenden roten Dach sowie dem Wetterhahn auf dem Turm.
Um 1080 im spätromanischen Stil errichtet, war sie kleiner und besaß noch nicht den heutigen Kirchturm, sondern wohl einen Glockenstapel. Die alten Mauern in der Mitte des Kirchenschiffes sind anhand der rundlichen, unbehauenen weiß überstrichenen Feldsteine erkennbar. Von den romanischen Rundbogenfenstern befinden sich drei auf der Nordseite und eins an der Südseite. Im 15. oder 16. Jahrhundert wurde ein Vorhaus vor dem Haupteingang angefügt, es diente zum Abgeben mitgebrachter Waffen und gab Wöchnerinnen die Möglichkeit, dem Gottesdienst beizuwohnen, denn ihnen war aus Tradition in den ersten sechs Wochen nach der Geburt das Betreten der eigentlichen Kirche verboten. Aus diesem Grund erhielt dieser Anbau den Namen Frauenhaus.
Am westlichen Deckenbalken des Chores ist derzeit das Triumphkreuz (um 1440–50) aufgehängt. Etwa aus der gleichen Zeit stammt die Eichenskulptur eines Johannes des Täufers.
Im 18. Jahrhundert erfolgte schrittweise ein weitgehender Umbau zur heutigen Gestalt. 1726 wurde der Holzturm abgerissen und durch den heutigen barocken Turm mit beschlagenen Quadersteinen ersetzt. Dabei verwendete man Quadersteine der zerfallenen Duburg. Danach wurde das Kirchenschiff mit Ziegelsteinen erhöht und nach Osten sowie nach Westen bis an den Kirchturm und zur besseren Integration ein Stück darüber hinaus erweitert. Bis zum Jahr 1780 entstand so die heutige Saalkirche mit breitem Kastenchor. 1775 war an der Westseite des Turmes eine Sandsteintafel mit einem Soli Deo Gloria und einem Monogramm König Christians VII., des Patrons der Kirche, angebracht. Die Laternen und das Helmdach sind von 1785. 1931 sowie 1964/1965 wurde der Innenbereich durch Renovierungen und Umbau nochmals gravierend zur heutigen Gestalt verändert.
Der Altar der Kirche stammt aus dem Jahr 1779 von Friedrich Windekiel.

## Emporen

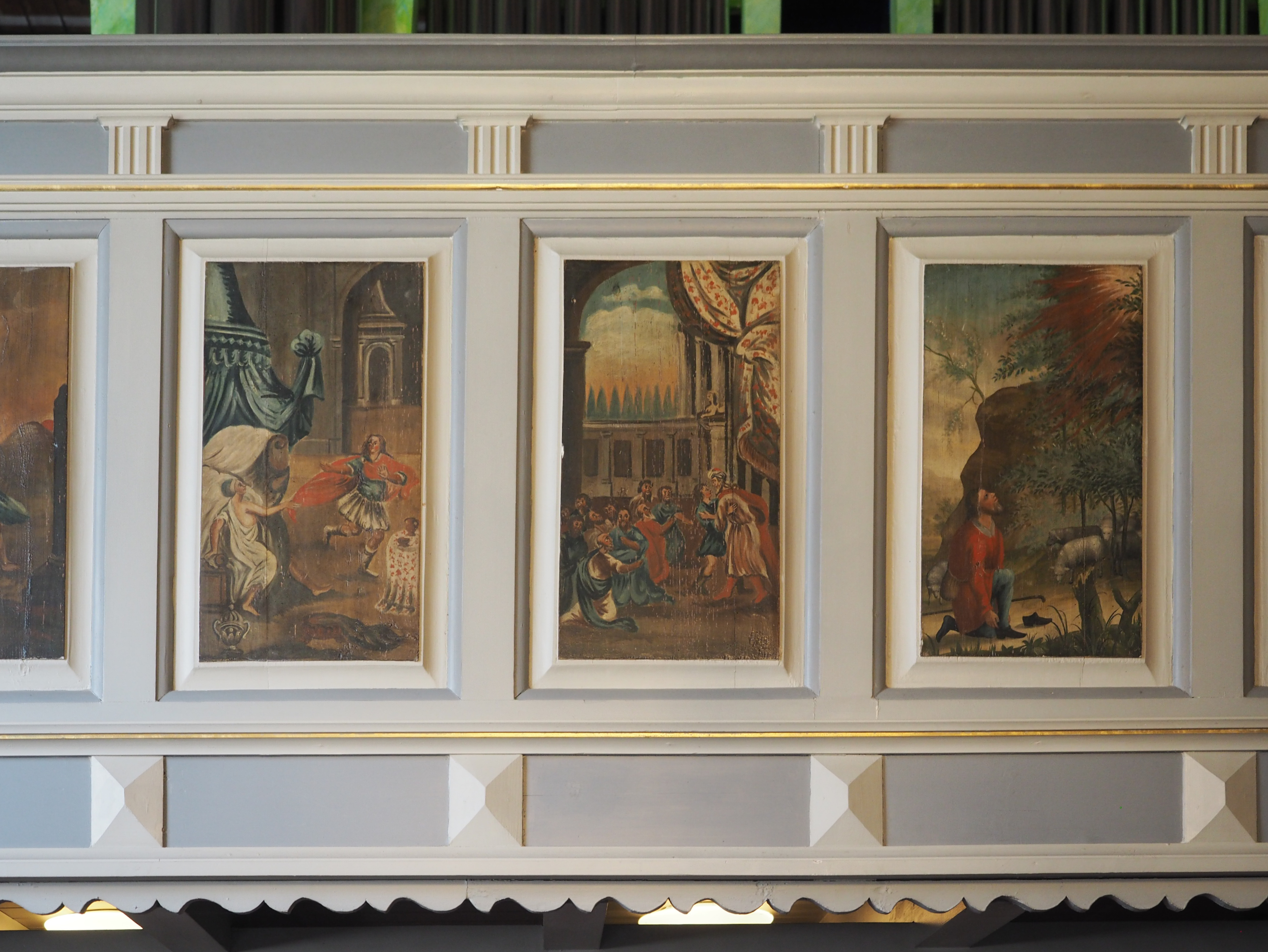
Emporenmalerei in der Johanniskirche

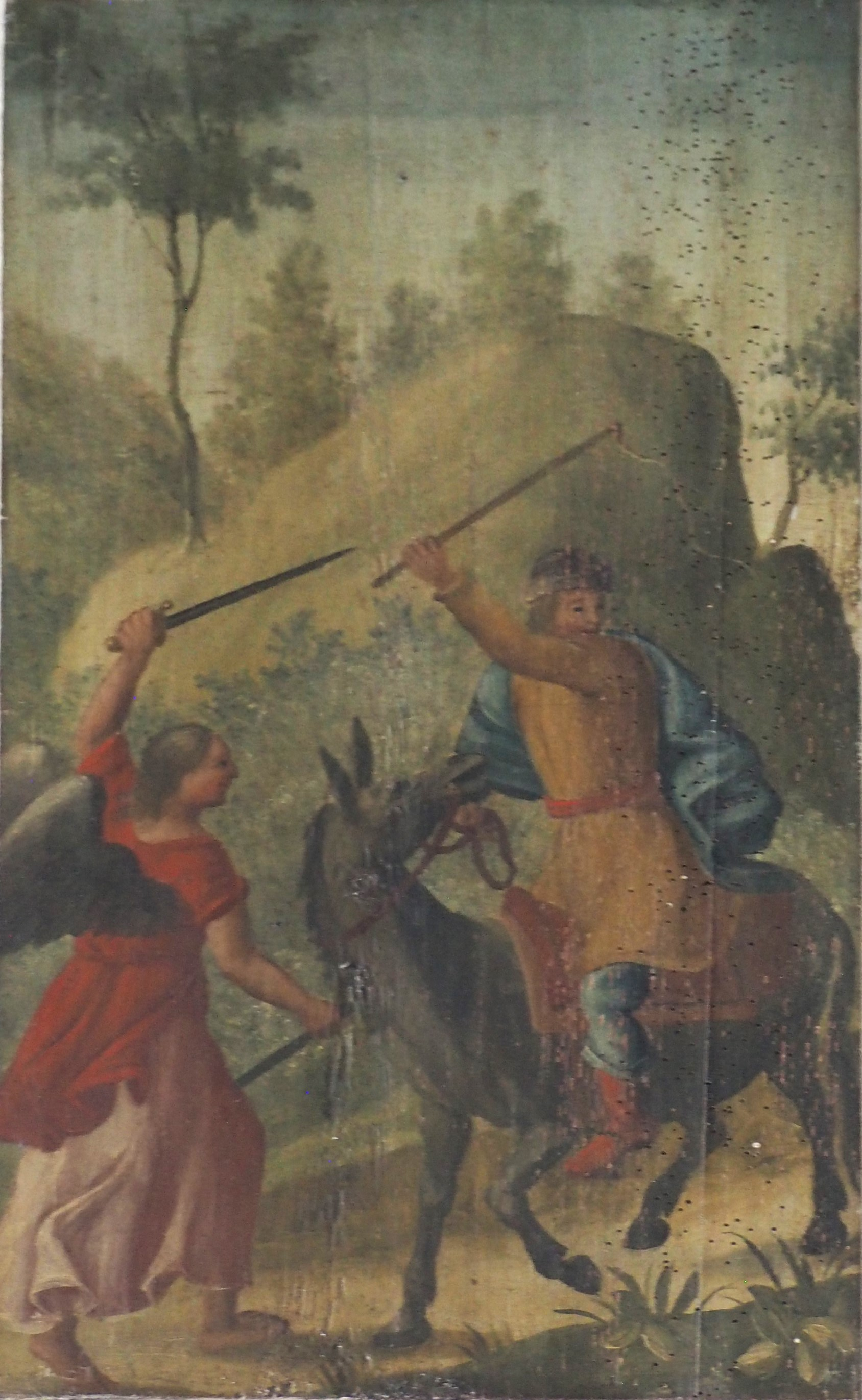
Bileam und der Esel

Die Emporen sind mit Emporenmalerei ausgestattet. Es gibt 12 Bilder zum Alten Testament, um 1780 von J. M. Lund geschaffen, 45 Bilder von 1689 zum Neuen Testament, sowie 8 Bilder mit Personen, darunter die vier Evangelisten.
Westempore Von Süd nach Nord: 
1. Isaaks Opferung 
2. Isaaks segnet Jakob 
3. Jakob und die Himmelleiter 
4 Der Kampf am Jabbok. 
5. Josef flieht vor der Frau des Potifar. 
6 Josef gibt sich seinen Brüdern zu erkennen. 
7. Mose und der brennende Dornbusch, nach einer Vorlage von Matthäus Merian gemalt.
8. Mose mit den Gebotstafeln und das goldene Kalb, nach einer Vorlage von Matthäus Merian gemalt.
9. Der Apostel Simon.
10. Figur. 
11. Der Prophet Ezechiel, nach einer Vorlage von Christoph Weigel gemalt.
12. Daniel, nach einer Vorlage von Christoph Weigel gemalt.
Ostseite der Nordempore: 
13. Bileam, nach einer Vorlage von Matthäus Merian gemalt.
14. Die Kundschafter, nach einer Vorlage von Matthäus Merian gemalt.
15. Die Lade. 
16 Gideon. 
Südseite der Nordempore (Von Ost nach West):
17. Der Evangelist Matthäus. 
18. Der Evangelist Lukas. 
19 Der Evangelist Markus. 
20. Der Evangelist Johannes. 
21. Der Engel bei Maria. 
22. Die Geburt Jesu. 
23. Die Anbetung der Weisen. 
24. Die Beschneidung Jesu. 
25. Der zwölfjähriger Jesus im Tempel, gemalt nach einer Vorlage von Christoph Weigel.
26. Die Taufe Jesu. 
27. Die Versuchung Jesu. 
28. Der Einzug nach Jerusalem. 
29. Die Fußwaschung, gemalt nach einer Vorlage von Christoph Weigel.
30. Das Abendmahl. 
31. Gethsemane. 
32. Die Gefangennahme Jesu.
33. Kaiphas zerreißt sein Gewand, gemalt nach einer Vorlage von Christoph Weigel.
34. Jesus wir überstellt.
35. Die Geißelung.
36. „Ecce homo“, Jesus wird vorgeführt.
37. Pilatus wäscht seine Hände.
38. Jesus trägt sein Kreuz, gemalt nach einer Vorlage von Christoph Weigel.
39. Die Kreuzigung. 
40. Die Kreuzabnahme. 
41. Die Grablegung. 
42. Die Auferstehung. 
43. Christi Himmelfahrt. 
44. Pfingsten. 
45. Das Weltgericht.

## Orgel
Im Jahre 2014 beschloss die Gemeinde den Bau einer neuen Orgel voranzutreiben, da die alte Kemper-Orgel aus den 1960er Jahren auf Grund minderwertiger Materialien einen schlechten Klang hatte und nicht mehr zufriedenstellend überholt werden konnte. Nach einem langen Auswahlprozess wurde im Jahr 2017 der Kieler Orgelbauer Paschen beauftragt, die neue Orgel mit 26 Registern  zu bauen. Der Künstler Uwe Appold wurde beauftragt, das Orgelgehäuse künstlerisch zu gestalten. Am 12. Mai 2019 wurde die neue Orgel in einem Gottesdienst von dem Bischof des Sprengels Schleswig Gotthard Margaard geweiht. Das neue Instrument hat 26 Register auf zwei Manualwerken und Pedal und ist eine Hybridorgel: Sämtliche Tasten sind mit elektrischen Kontakten ausgestattet, so dass das Instrument um elektronische Klänge erweitert werden kann. Der Spieltisch hat eine dritte Klaviatur, von der aus nur elektronische Register spielbar sein werden.
| I Hauptwerk C– |                |        |
| 01.            | Bordun         | 16‘    |
| 02.            | Principal      | 08‘    |
| 03.            | Viola da Gamba | 08‘    |
| 04.            | Hohlflöte      | 08‘    |
| 05.            | Octave         | 04‘    |
| 06.            | Flaut dolce    | 04‘    |
| 07.            | Quinte         | 03‘    |
| 08.            | Octave         | 02‘    |
| 09.            | Mixtur III-IV  | 01 ⁄3‘ |
| 10.            | Trompete       | 08‘    |

| II Hinterwerk C– |              |         |
| 11.              | Rohrflöte    | 08‘     |
| 12.              | Salicional   | 08‘     |
| 13.              | Piffaro      | 08‘     |
| 14.              | Principal    | 04‘     |
| 15.              | Traversflöte | 04‘     |
| 16.              | Nasat        | 03‘     |
| 17.              | Waldflöte    | 02‘     |
| 18.              | Terz         | 01 3⁄5‘ |
| 19.              | Vox Humana   | 08‘     |
| 20.              | Dulcian      | 08‘     |

| Pedalwerk C– |             |     |
| 21.          | Violon      | 16‘ |
| 22.          | Subbass     | 16‘ |
| 23.          | Oktave      | 08‘ |
| 24.          | Gedacktbass | 08‘ |
| 25.          | Choralbass  | 04‘ |
| 26.          | Posaune     | 16‘ |

- Koppeln: II/I (auch als Suboktavkoppel), II/II (Suboktavkoppel), I/P (auch als Superoktavkoppel), II/P.

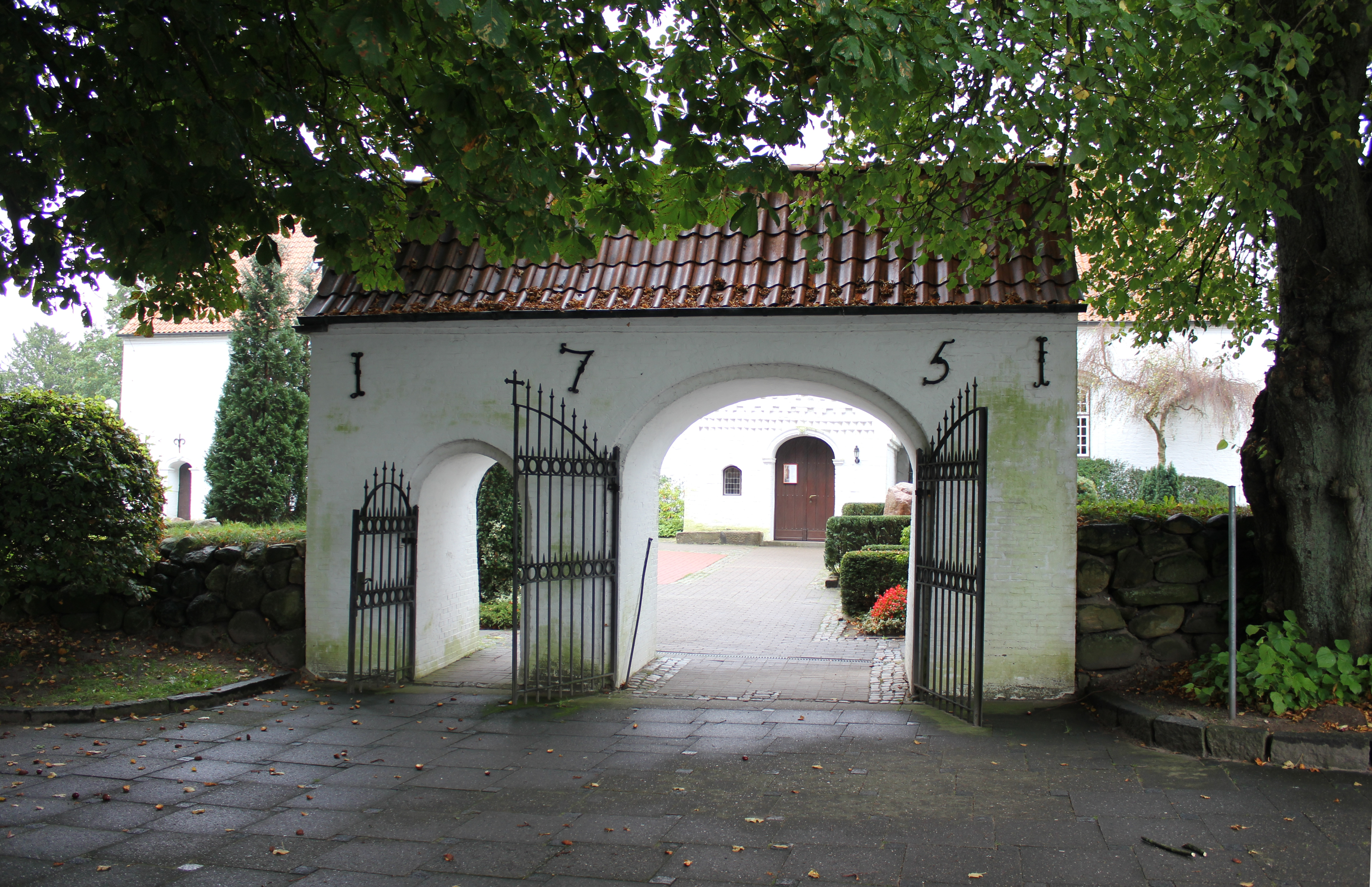
Das kleine Nordertor[12], durch das man zur Kirche gelangt
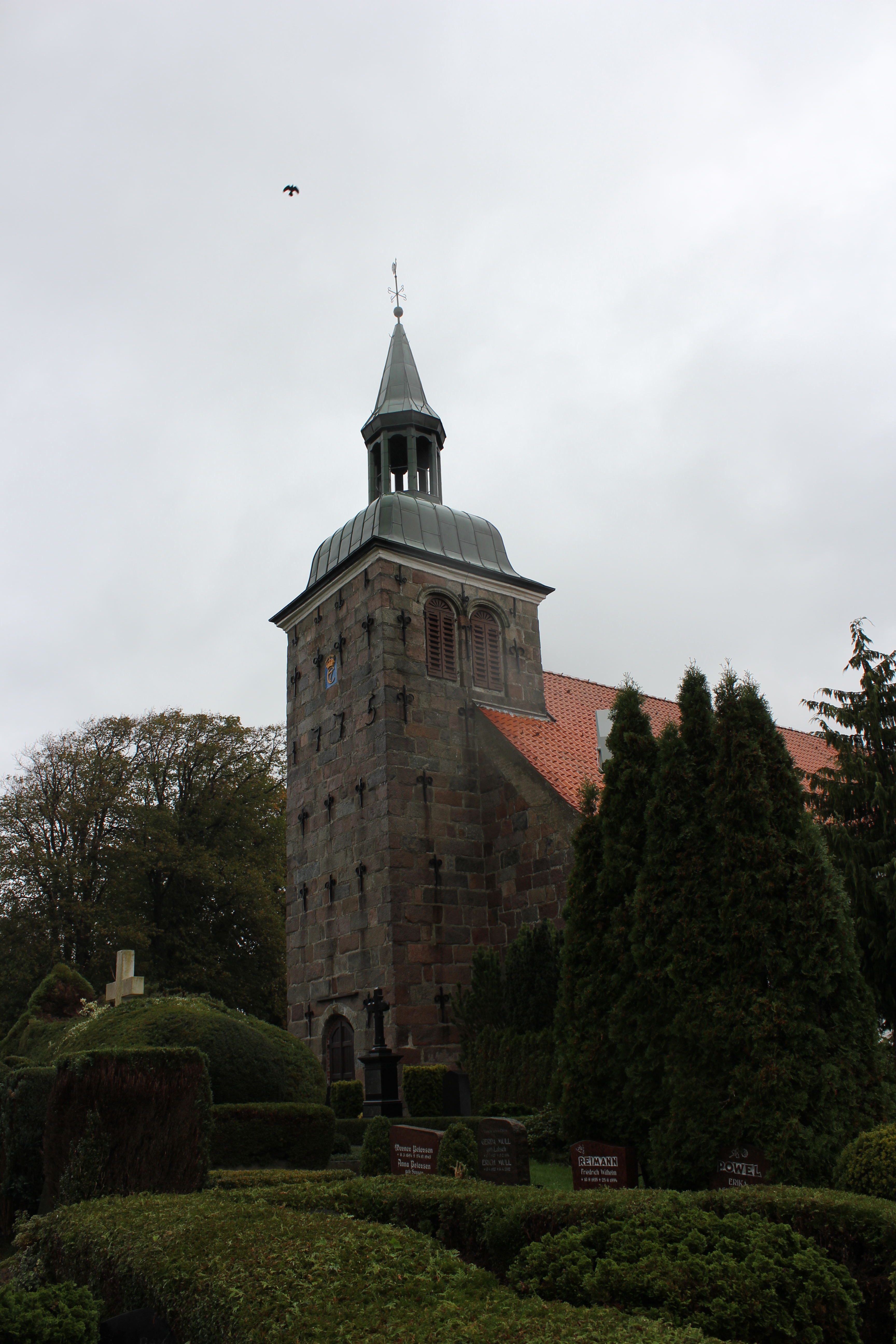
Der Turm der Kirche
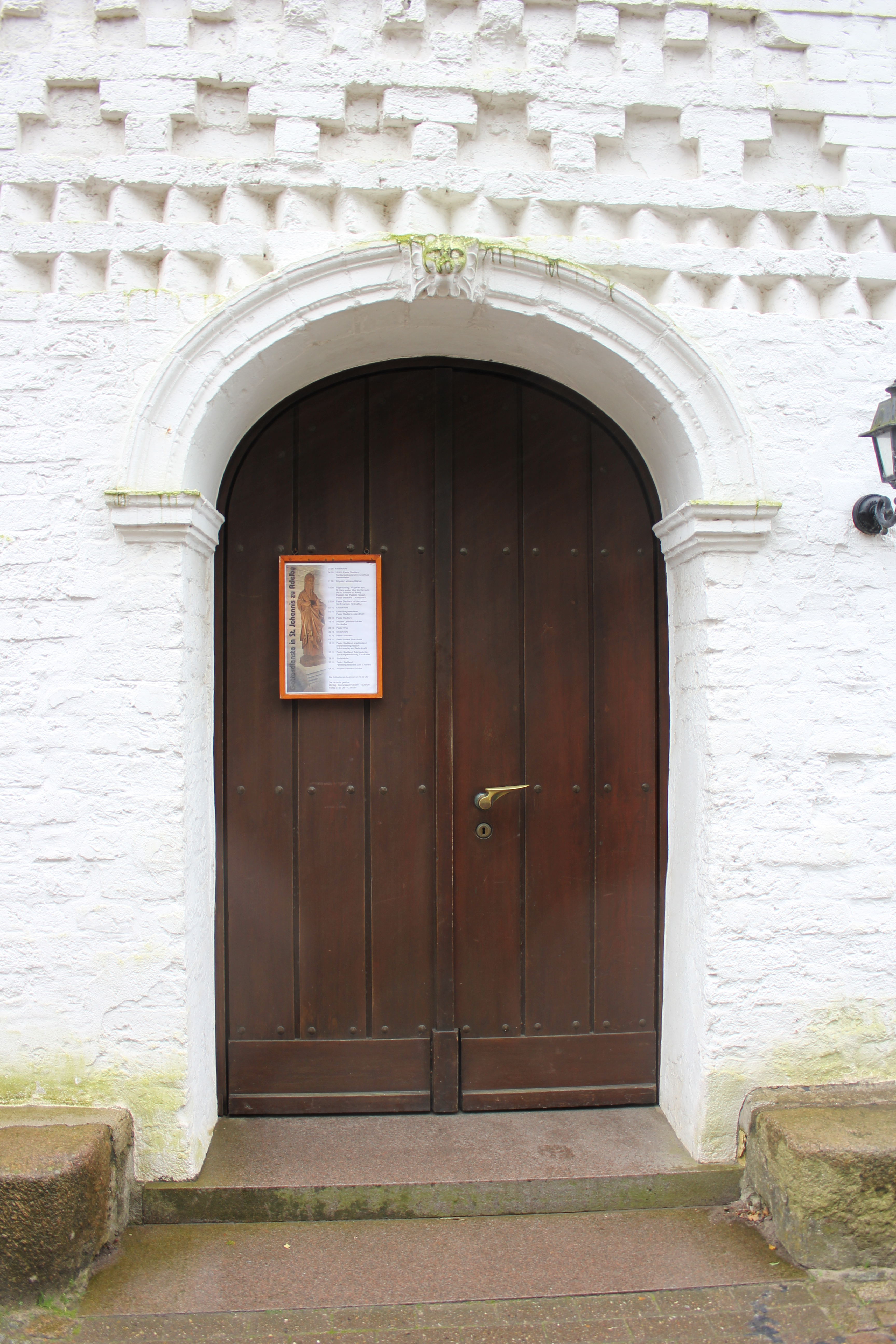
Haupteingang
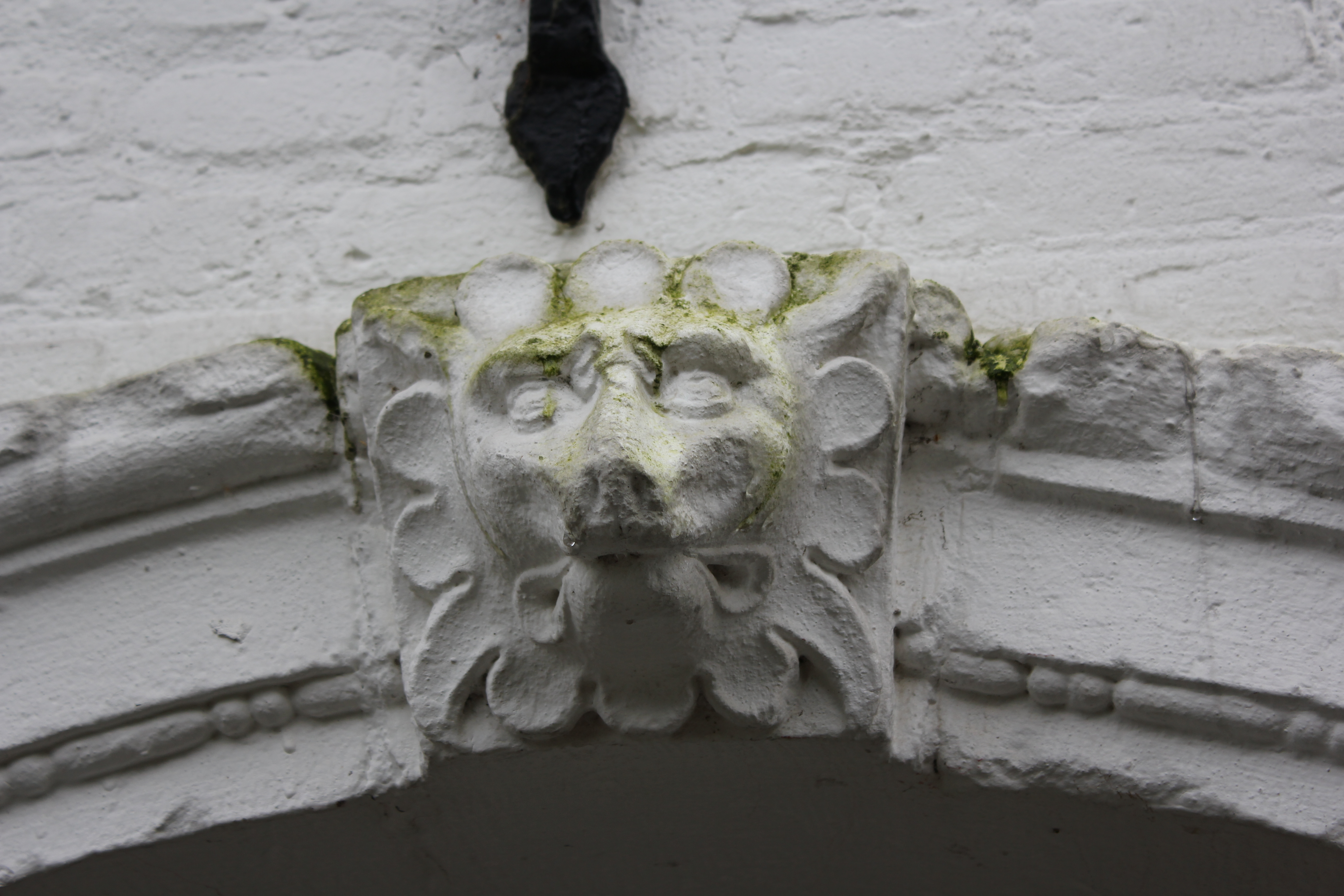
Fratze eines Löwen über dem Eingang
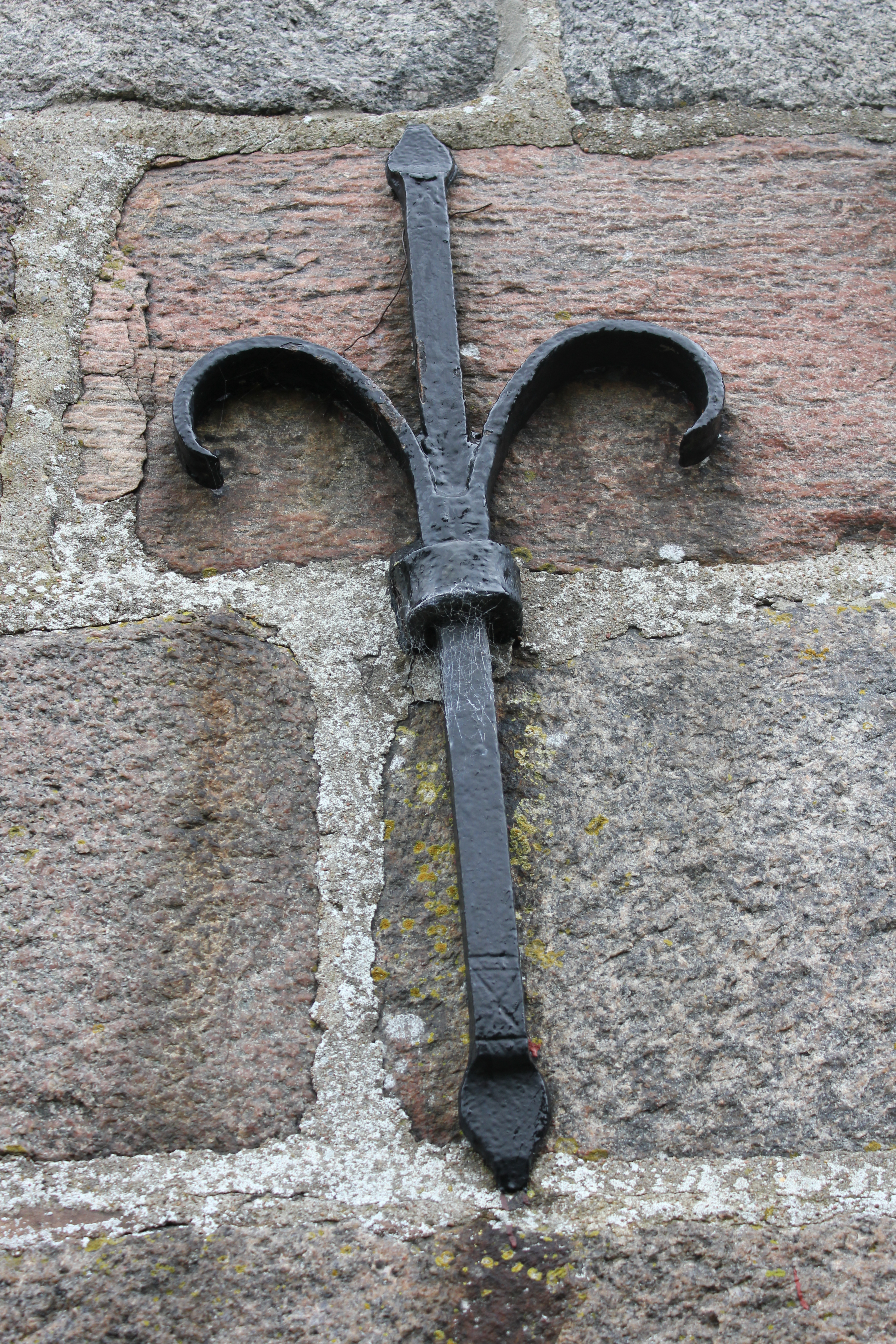
Einer der Anker der Kirche
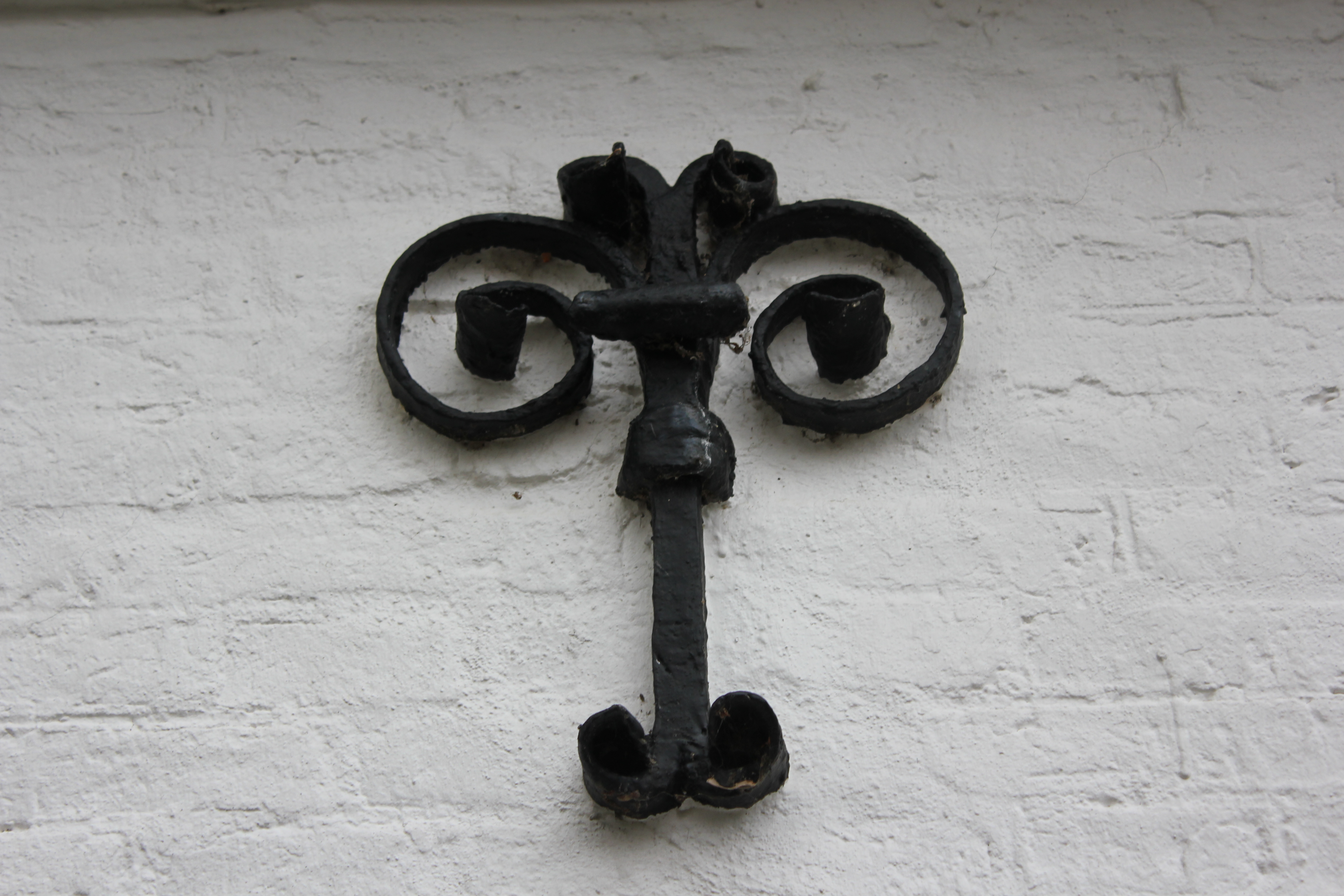
Ein weiterer sehr aufwendig gestalteter Anker der Kirche

## Der rund um die Kirche befindliche Friedhof
Der Kirchhof dehnt sich insbesondere nach Nordosten zu einem großen Friedhof aus und bildet mit diesem eine Einheit. Der besagte Friedhof Adelby, welcher zur Kirchengemeinde Adelby gehört, ist der einzige Friedhof auf der Ostseite Flensburgs. Auf ihm sind unter anderem auch einige Gräber von stadtgeschichtlicher Bedeutung zu finden.

## Verschiedenes
- In Flensburg gibt es die Redewendung, wenn jemand ungeschickt im Weg steht: Er steht mitt’n im Weg wie die Adelbyer Kirch’. Nach einer Sage soll diese Redewendung dadurch entstanden sein, dass man die Kirche zunächst an eine Stelle bauen wollte, wo aber des Nachts jedoch stets das schon Erbaute immer wieder abgerissen wurde. Deshalb hätten die Kirchenbauer einen klugen Mann, der in einem Wald bei Tarup wohnte, gefragt, was da zu tun sei. Der gab ihnen den Rat, zwei Ochsen zusammenzubinden, sie einfach laufen zu lassen, auf dass dort, wo sie sich sodann hinlegen würden, sie die Kirche errichten sollten. Nun heißt es weiter, dass sie den Rat befolgt hätten, doch die Ochsen hätten sich einfach mitten auf den Dorfweg hingelegt, und sie hätten sich nicht mehr wegtreiben lassen. So mussten sie die Kirche mitten in den Weg bauen, und der gerade Weg musste an ihr vorbeigelegt werden.[14]
- In einer Sage wird berichtet, dass im Schloss Satrupholm,[15] 15 Kilometer südöstlich von Adelby gelegen, einst der Geist des ehemaligen Besitzers, des bösen Herr von Zago spukte, weshalb man einen besonders berühmten Prediger aus Adelby herbeirief, dem es zuvor schon mehrfach geglückt war Geister zu bannen. Der Adelbyer Prediger sei in das Zimmer gegangen, in dem der Spuk immer anfing, und habe versucht den um Mitternacht erscheinenden Geist durch lesen bestimmter Bibelstellen zu bannen. Doch der Geist habe ihm die Bibel einfach aus der Hand geschlagen und der Adelbyer Prediger konnte daraufhin nur noch flüchten. Etwas später gelang es aber einem Studiumsabbrecher der Theologie den Geist in eine große hohle Buche zu verbannen, die viele Jahre später, unter großen Anstrengung mit Hilfe des Schmiedes von Ausacker gefällt wurde.[16]
- 1829 war Lorenz Lorenzen Pastor in Adelby.
- In ihrem autobiographischen Roman Ellen Olestjerne (1903) schreibt Franziska Reventlow, dass sie „zur Besserung“ im Haushalt des Pastors zu Adelby untergebracht wurde.